# 자해
자해(自害, 영어: self-harm)는 자기 자신에게 의도적으로 위험한 행동을 하는 행위이다. 이는 주로 자살의도 없이 본인의 피부를 훼손하는 행위를 가리킨다. 자해 방법 중 가장 흔한 방법은 날카로운 도구로 피부를 훼손하는 것이다. 다른 방법으로는 긁기, 자신의 얼굴을 주먹 혹은 손바닥으로 때리기, 머리 찧기, 자신의 팔 혹은 손등을 깨물기, 그리고 의도적인 화상도 있다. 과거에는 상처 회복을 방해하는 행위, 피부 벗기기, 머리 벗기기, 그리고 독극물 섭취도 자해의 범주에 들어갔으나, 현재에 들어서는 해당 행동들을 자해 행위랑 별개로 보고 있다. 비슷하게 폭식증과 약물 중독등으로 인한 부상도 원치 않은 피해가 대부분이기 때문에 일반적으로 자해 행위로 보지 않지만, 상황과 의도에 따라 다르게 해석될 수 있다.
자해는 정의상 자살의도가 없는 행위이지만 경우에 따라 생명에 위협이 될 수 있다. 자해를 하는 사람들은 자살로 사망할 확율이 더 높으며, 자살 사건의 40-60%에서 자해 행위가 발견된다. 그럼에도 자해 행동을 하는 사람 중 자살 의도가 있는 사람은 소수이다.
자해 욕구는 몇몇 인격장애의 증상으로 나타난다. 기타 우울증, 불안장애, 약물 중독, 기분 장애, 폭식증, 외상 후 스트레스 장애, 조현병, 해리성 장애, 및 성별 불쾌감 등의 정신 질환을 가진 사람들도 자해 행동을 보일 수 있다. 연구들은 자벌 기능의 존재를 입증했으며, 해리 방지, 대인 관계 영향, 자살 방지, 감각 추구, 그리고 대인관계적 기능의 증거도 일부 발견하였다. 자해는 별다른 질환이 없는 고기능 사람들에게서도 나타날 수 있다. 자해의 동기는 여럿 있다. 어떤 이들은 자해를 불안, 우울, 스트레스, 감정적 마비, 그리고 실패 의식 등으로부터 일시적인 안정을 얻기 위해 대응기제로 사용한다. 자해는 주로 심리적, 성적 학대 등의 심적외상이랑 연관되어 있다. 자해의 치료법은 다양한 방법이 있는데, 이는 주로 행동 자체를 교정하거나 자해 행동의 근본적인 원인에 집중하는 방식이다. 다른 방법으로는 회피기술이 있는데, 이는 환자에게 다른 활동을 주어 바쁘게 하거나 영구적인 손상이 없는 안전한 자해 방법으로 바꾸는 방법이다.
자해는 12세에서 24 사이에 가장 많이 나타난다. 아동기에서의 자해 행위는 드문 편이지만 1980년대 부터 증가하는 추세이다. 자해는 노년층에게도 나타날 수 있다. 심각한 부상이나 자살의 위험은 노인에게 더 크게 작용한다. 새와 원숭이 등의 포획된 동물에도 자해 행위가 발견된 바 있다.

## 분류
자해 행동은 자살 의도가 없는 의도적인 피부 손상이 대표적인 증상이다. 어떤 이들은 자해 행위를 부상 범위에 따라 다르게 정의 하는데, 경우에 따라 육안으로 직접적으로 확인될 수 없는 약물 중독과 폭식증등을 자해의 범주에 포함하기도 한다. 자해 방법 중 가장 흔한 방법은 피부를 칼이나 면도날 등의 날카로운 도구로 자르는 행위이다. 자해부상은 군인들이 의도적으로 조기 전역하기 위해 는 생명에 위협이 되지 않는 자해 행위를 가리킨다.
과거 문학에서는 다양한 표현을 사용하였다. 이로 인해 과거 연구들은 (자살 시도를 포함) 자살의도가 있는 자해 행위와 자살의도가 없는 자해 행위를 자주 혼동하였고, 불분명하고 일관성 없는 결과들로 이어졌다.
비자살적 자해는 (Nonsuicidal self-injury, NSSI)는 DSM-5-TR의 2부에 있는 "임상적 주의가 필요할 수도 있는 기타 장애" 분류 기재되었다. 비자살적 자해는 독립된 정신질환은 아니지만 DSM-5-TR는 ICD와 같이 임상 코드를 부여하였다. 해당 장애는 자살 의도가 없는 의도적 자해로 정의되어 있다. 비자살적 자해의 진단 기준은 자살 의도 없이 1년 내에 5일 혹은 그 이상의 자해 행위가 포함되어 있으며, 환자는 부정적 상태에서의 도피, 긍정적 상태의 도달, 혹은 대인 관계의 어려움의 해소 수단으로 자해하였다고 판단되어야 한다.
일반적인 오해로는 자해가 관심을 구하는 행위라는 오해가 있다. 하지만 대부분의 자해는 관심을 위한 행위가 아니다. 대부분의 자해 환자들은 상처에 큰 부끄러움과 죄책감을 느끼며 해당 행동을 숨기려한다. 그들은 자해 부상에 대해서 다른 설명으로 하거나 옷으로 가리기도 한다. 자해는 해당 환자들에게 자살 혹은 유사자살 행동이와 연관이 없을 수 도 있다. 자해하는 사람 대부분은 자살이 목적이 아니며, 정신적 고통이나 불편을 덜거나 도움을 요청하기 위한 대응기제로 사용된다고 보고되고 있다.
연구에 따르면 (지적 장애 등을 포함한) 발달 장애를 가진 환자들도 환경적 요인에 따라 관심을 받거나 책임을 회피하기 위해 자해 행위를 보인다고 밝혓다. 몇몇 사람들은 존재감을 입증하거나 사회 규범에 들어가기 위한 욕구에 의한 해리를 가질 수 도 있다.

### 정신적 고통으로 인한 자해
정신적 고통으로 인한 자해는 일정 부분 자살의 징조 혹은 예비 단계로 보여지기도 하나 늘 그런 것은 아니다. 자해 행위는 세로토닌의 분비를 일시적으로 촉진시킨다는 연구 결과가 있는데, 이러한 일시적 안도감은 자해를 유도하거나 유지시키는 기제 가운데 하나로 작용할 수 있다. 이러한 행위는 내성을 유발하며 결과적으로 더 자극적인 자해 행동을 추동할 수 있다.
자해는 칼 등 날카로운 도구로 몸에 상처를 내거나, 고의적으로 화상을 입히거나, 약물을 남용하는 등의 모습으로 나타난다. 이는 자살 사고로 이어질 수 있으며 흉터의 발생과 상처 부위의 감염 등 심각한 악영향을 초래한다.
자해 행위자들이 밝히는 자해를 하는 이유는 “흐르는 피를 보면 자신이 살아있음을 느껴서”, “몸이 아픈 게 마음이 아픈 것보다 나아서”, “겉으로 드러나지 않는 마음의 고통이 몸으로 드러날 때 위안이 되어서” 등이다. 이러한 심리적 동기의 배경에는 우울증을 비롯한 정신병리학적 요인이 있을 수 있다.

### 자해공갈
자신의 몸을 해쳐 남에게 누명을 씌우거나 보험사기의 의도로 범죄  행위이다.

## 후유증
칼 또는 면도칼로 벤 상처는 거의 영구적으로 남는 경우가 많다. 고의로 화상을 입힌 경우도 화상흉터가 남는다. 여름에 그 흉터를 가리기 위해 긴팔을 입는 경우가 많다. 또는 아대를 착용하거나 팔토시를 착용하기도 한다.

## 같이 보기
- 리스트컷 증후군
- 자해공갈
- 자살